# Anaxipha natalensis
Anaxipha natalensis är en insektsart som beskrevs av Lucien Chopard 1956. Anaxipha natalensis ingår i släktet Anaxipha och familjen syrsor. Inga underarter finns listade i Catalogue of Life.